# Luca Buzzi
| 88260 Insubria       | 22 aprile 2001   |
| 113671 Sacromonte    | 13 ottobre 2002  |
| 133537 Mariomotta    | 7 ottobre 2003   |
| 151697 Paolobattaini | 15 gennaio 2003  |
| 194982 Furia         | 19 gennaio 2002  |
| 243262 Korkosz       | 31 dicembre 2007 |
| 277816 Varese        | 2 aprile 2006    |

Luca Buzzi (Varese, 1982) è un astronomo amatoriale italiano di professione divulgatore scientifico.
Opera come divulgatore in campo astronomico per persone e scuole presso l'osservatorio Schiaparelli a Varese dove svolge anche la propria attività di ricerca e monitoraggio.
Il Minor Planet Center gli accredita la scoperta di otto asteroidi, effettuate tra il 2001 e il 2007, in parte in collaborazione con Federico Bellini e Federica Luppi. 
Gli è stato dedicato l'asteroide 6517 Buzzi.